# NGC 3618
NGC 3618 este o liner situată în constelația Leul. A fost descoperită în 10 aprilie 1785 de către William Herschel. Se află la o distanță de 99,07 de megaparseci de Pământ.